# جام حذفی فوتبال ایتالیا ۰۲–۲۰۰۱
جام حذفی فوتبال ایتالیا ۰۱–۲۰۰۰ پنجاه و پنجمین فصل از رقابت‌های کوپا ایتالیا بود. پس از شکست در فینال سال قبل، باشگاه فوتبال پارما برای سومین بار در تاریخ باشگاه، قهرمان مسابقات کوپا ایتالیا ۰۲–۲۰۰۱ شد. پارما در فینال باشگاه فوتبال یوونتوس را شکست داد و باتوجه به قانون گل‌ زده در خانه حریف با نتیجهٔ مجموع ۲–۲ پیروز شد.